# Chebanse
Chebanse és una població dels Estats Units a l'estat d'Illinois. Segons el cens del 2000 tenia 1.148 habitants.

## Demografia
Segons el cens del 2000, Chebanse tenia 1.148 habitants, 440 habitatges, i 326 famílies. La densitat de població era de 1.007,4 habitants/km².
Dels 440 habitatges en un 35,7% hi vivien nens de menys de 18 anys, en un 61,8% hi vivien parelles casades, en un 9,8% dones solteres, i en un 25,9% no eren unitats familiars. En el 22,7% dels habitatges hi vivien persones soles el 12,5% de les quals corresponia a persones de 65 anys o més que vivien soles. El nombre mitjà de persones vivint en cada habitatge era de 2,59 i el nombre mitjà de persones que vivien en cada família era de 3,07.
Per edats la població es repartia de la següent manera: un 26% tenia menys de 18 anys, un 8% entre 18 i 24, un 29,1% entre 25 i 44, un 22,7% de 45 a 60 i un 14,1% 65 anys o més.
L'edat mediana era de 38 anys. Per cada 100 dones de 18 o més anys hi havia 89,9 homes.
La renda mediana per habitatge era de 50.066 $ i la renda mediana per família de 53.333 $. Els homes tenien una renda mediana de 41.008 $ mentre que les dones 21.607 $. La renda per capita de la població era de 19.290 $. Aproximadament el 2,1% de les famílies i el 3,2% de la població estaven per davall del llindar de pobresa.

## Poblacions més properes
El següent diagrama mostra les poblacions més properes.